# Bentley Continental Flying Spur Speed
De Bentley Continental Flying Spur Speed is de krachtigere versie van de Continental Flying Spur van de Britse automobielconstructeur Bentley. De Speed is gebaseerd op het gewone model, maar onder de motorkap ligt de W12 uit de Bentley Continental GT Speed. De buitenkant oogt ook wat sportiever.

## Motor
De 6.0 liter W12 uit de GT Speed levert een vermogen van 455 kW (610 pk) en een koppel van 750 Nm (telkens 50 meer dan de standaard Flying Spur). Hierdoor is het mogelijk van 0 tot 100 km/h op te trekken in 4,8 seconden, wat 0,4 seconden sneller is dan in de GT. De topsnelheid bedraagt 322 km/h oftewel 10 km/u hoger dan in de GT.

## Wegligging
Het onderstel werd met 10 mm verlaagd en de veren en dempers werden sportiever afgesteld. Dankzij de 20 inch velgen heeft de Flying Spur Speed ook meer grip. Het ESP werd voorzien van een Dynamic mode.